# Journal of Experimental Botany

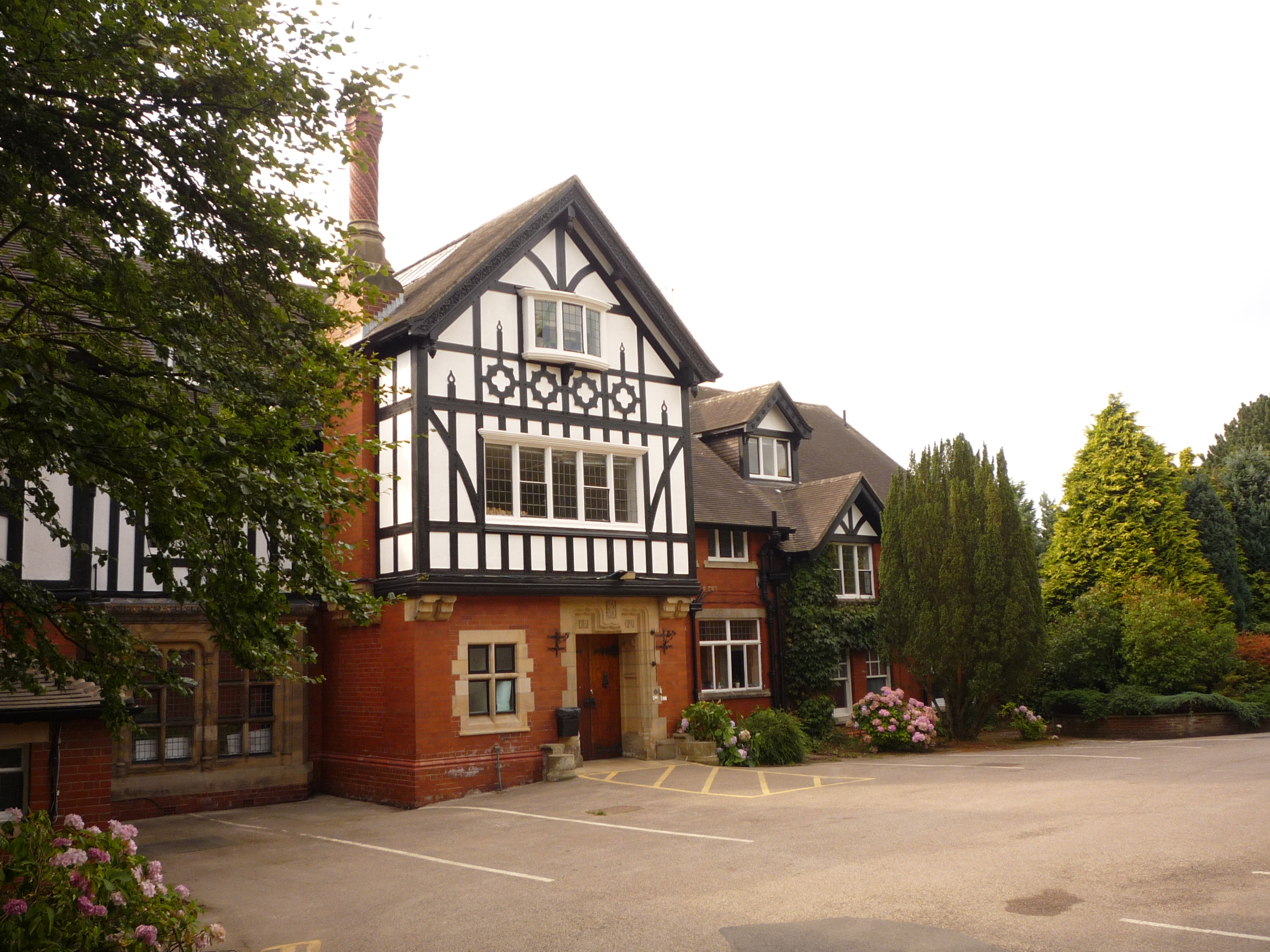
Bailrigg House; siedziba redakcji

Journal of Experimental Botany – czasopismo naukowe (rocznik) wydawane od 2006 roku dotyczące botaniki. Czasopismo znajduje się na liście filadelfisjkiej. 
Adres: Bailrigg House, Lancaster University, Lancaster LA1 4YE.
Według punktacji polskiego Ministerstwa Nauki i Szkolnictwa Wyższego ma jedną z najwyższych kategorii, tj. 32 punkty.